# Langues en Côte d'Ivoire

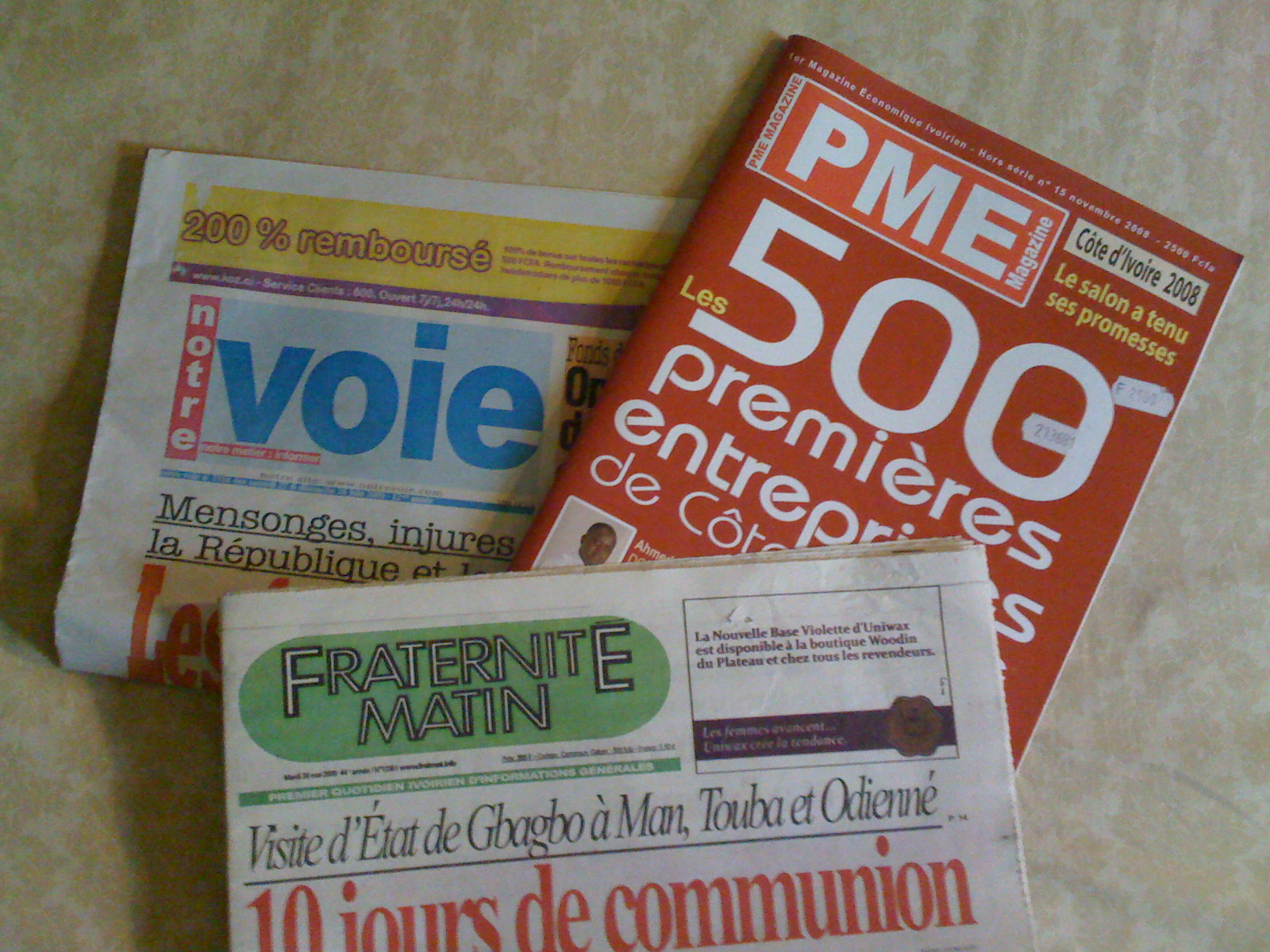
Journaux ivoiriens, en français

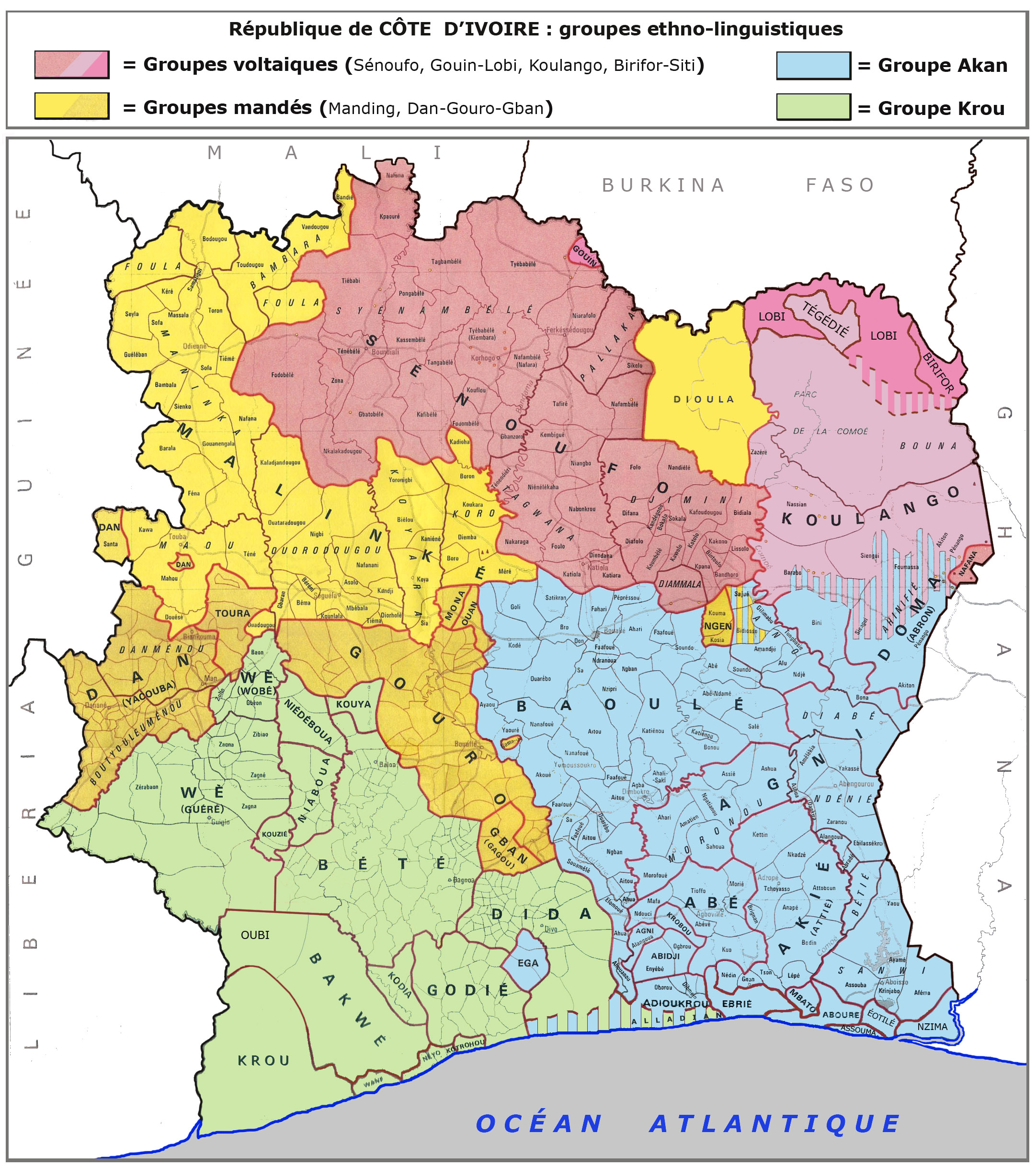
Groupes linguistiques et ethniques de la Côte d’Ivoire

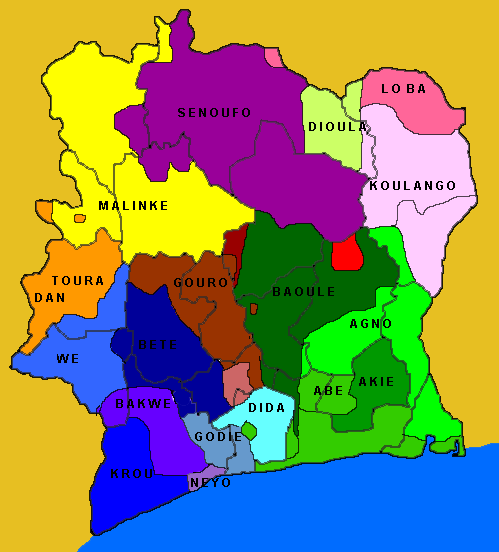
Carte simplifiée des principales langues, le français exclu

La Côte d'Ivoire est un pays classé parmi les pays à forte hétérogénéité linguistique et on dénombre une langue officielle, le français, et environ une soixantaine de langues locales dont les plus importantes sont le dioula(8 milions de praticants ), le baoulé, le sénoufo et le bété.
Le français est la langue d'enseignement et 34 % des habitants du pays la comprennent, dont 69 % des habitants de la plus grande ville du pays Abidjan.
Les langues d'origine africaine en Côte d'Ivoire appartiennent à quatre principaux groupes linguistiques : Akan et Krou dans le sud du pays, Mandé et Voltaïque dans le nord ; il y a 66 langues indigènes et un total de 112 langues. Le dioula (langue mandingue) est la principale langue utilisée pour le commerce et est utilisée à ces fins par 70 % de la population[réf. nécessaire] mais n'est la langue maternelle que de 14,8 % de la population. Cette langue est extrêmement proche du malinké et du bambara. Le sénoufo (langue gour), le  baoulé (langue akan) et le bété (langue krou) répresentent les autres langues indigènes les plus importantes. D'autres langues comme le yacouba  et l'agni sont aussi des langues importantes. Ces six ethnies à elles seules représentent la majorité des ivoiriens. En outre la langue dioula est utilisée par la majeure partie des commerçants (Marchés) souvent illettrés[réf. nécessaire]. Parmi les autres langues usitées on note les dialectes gouro, krou (dont le néyo,  le dida, le nyabwa, le wé appelé krahn au liberia), langues kwa (telles que l'abé, l'abouré, l'abron,  l'adjoukrou et l'avikam, etc..). En outre, une bonne partie des habitants du pays pratiquent le français, langue officielle de l'État.
La Côte d'Ivoire est membre de l'Organisation internationale de la francophonie.
De plus, les villes d'Abidjan, Bouaké, Grand-Bassam, Yamoussoukro de même que l'Union des villes et communes de Côte d'Ivoire sont membres de l'Association internationale des maires francophones.

## Évolution linguistique
Les Mandé forestiers (Dan, Gban et Kwéni) sont arrivés aux entre le XIe siècle et le XVIe siècle, en provenance de la zone du Sahel. Aux XIVe siècle et XVe siècle, d’autres groupes venus du nord (Ligbi, Numu et quelques clans Malinké) s'installent à leur tour, ce qui provoque quelques déplacements limités de populations plus anciennement établies (Krou sur la côte avant le XVe siècle et Sénoufo). Les XVIe siècle et XVIIe siècle consacrent l’arrivée au nord de plusieurs clans Malinkés ou mandé-dioula (Kamagaté, Keita, Binate, Diomandé) et Sénoufo et au sud-est, des peuples en provenance de la basse vallée de la Volta (Efié, Essouma, Abouré, Alladian et Avikam). L’un de ces groupes akan (Abron) s’installe dans la région de Bondoukou à l’est du pays.
Le XVIIIe siècle consacre les grandes migrations akan (Agni, Baoulé, Atié, Abbey, Ébriés, M'Battos, Abidji) dans le sud-est et le centre du pays ainsi que celle d’autres groupes malinkés (en provenance des rives de la Volta noire) et du sud des territoires actuels du Mali et du Burkina Faso.
Ces migrations sont causes de conflits entre les populations, mais permettent surtout de tisser de nombreuses alliances politiques et matrimoniales ainsi que des parentés à plaisanterie.
Ainsi se met en place le système linguistique que les colonisateurs vont trouver aux XIXe siècle et XXe siècle, et auquel ils surimposeront le français, aujourd'hui langue officielle et d'enseignement de la Côte d'Ivoire.

## Alphabétisation
Le niveau de l’analphabétisme reste à un niveau relativement élevé bien qu’ayant enregistré une baisse de 0,5 point en moyenne par an depuis 1998 (63 %). Les résultats du RGPH 2014 indiquent que sur la base de la population de 15 ans et plus (13 185 520 individus), plus de la moitié (56,1 %) ne savent ni lire, ni écrire dans une langue quelconque. Ce taux varie de 30,1 % pour la Ville d’Abidjan à 84,7 % dans la région du Folon. Aussi, ce taux est-il plus marqué dans les régions du nord du pays (plus de 70 %) que dans celles du sud autour d’Abidjan (en deçà de la moyenne nationale). Par ailleurs, les femmes sont moins  alphabétisées que les hommes (63 % contre 49 %). De même que la population non ivoirienne est plus touchée (73 %) que la population ivoirienne (51 %).

## Français
En 2014, 58 % des habitants d'Abidjan de 15 ans et plus savent lire et écrire le français tandis que 69 % savent le parler et le comprendre.
| Population totale estimée en 2015                    | 4 923 000 |
| Population de 15 ans et plus estimée en 2015         | 3 209 796 |
| Pourcentage sachant lire et écrire le français       | 57,6 %    |
| Pourcentage sachant parler et comprendre le français | 68,6 %    |
| Nombre de francophones analphabètes estimé en 2015   | 353 078   |

## Autres langues
L'anglais est très présent avec la présence de nombreux migrants originaires du Nigeria, du Liberia, et de Sierra Leone. L'anglais est la première langue étrangère enseignée afin se rapprocher des Etats africains anglophones de la sous-région.
L'espagnol est étudié par 341 073 personnes en Côte d'Ivoire en 2014.